# Guro Pettersen
Guro Pettersen (Tromsø, 22 augustus 1991) is een voetbalspeelster uit Noorwegen. Ze speelt als doelverdediger voor SV Werder Bremen in de Bundesliga.

## Clubcarrière
Guro Pettersen begon met voetballen bij IF Fløya in 2008 en vanaf 2012 kwam ze uit voor Stabæk IF. Met dit team werd ze in 2013 kampioen van de Toppserien. Pettersen won in 2012 en 2013 ook de beker met Stabæk IF. Na twee seizoen bij Stabæk IF stapte Pettersen over naar Vålerenga IF. In 2016 keerde Pettersen terug bij Stabæk IF na twee seizoenen eerste keepster van de club uit Oslo te zijn geweest. Begin 2017 werd Pettersen verhuurd aan het Deense Fortuna Hjørring. Hier kwam ze niet tot een debuut ondanks dat ze twee wedstrijden in de selectie zat in de Champions League.  Begin 2017 werd Pettersen opnieuw uitgeleend, ditmaal aan Arna-Bjørnar.
In het seizoen 2018 keerde Pettersen opnieuw terug bij Vålerenga IF. Na twee seizoenen bij haar vertrouwde club, ging Pettersen een Zweeds avontuur aan bij Piteå IF. Voor de Zweedse club wist Pettersen tot scoren te komen door vanaf de middenlijn een bal in het doel van de tegenstander te schieten. Dit doelpunt werd verkozen tot Damallsvenskan doelpunt van het jaar 2021. Na het seizoen 2021 keerde Pettersen voor de derde maal terug bij Vålerenga IF. Hier was ze opnieuw eerste keepster voor twee seizoenen totdat ze op 1 februari 2024 de overstap maakte naar het Duitse SV Werder Bremen. In Bremen kwam Pettersen niet verder dan één optreden in het tweede elftal tegen TSV Barmke. Aan het einde van het seizoen 2023/24 verliet Pettersen SV Werder Bremen alweer.

## Statistieken
| Seizoen | Club             | Competitie      | Competitie | Competitie | Beker | Beker | Overig | Overig | Totaal | Totaal |
| Seizoen | Club             | Competitie      | Wed.       | Dlp.       | Wed.  | Dlp.  | Wed.   | Dlp.   | Wed.   | Dlp.   |
| ------- | ---------------- | --------------- | ---------- | ---------- | ----- | ----- | ------ | ------ | ------ | ------ |
| 2009    | IF Fløya         | Toppserien      | 4          | 0          | 0     | 0     | 0      | 0      | 4      | 0      |
| 2010    | IF Fløya         | Toppserien      | 0          | 0          | 0     | 0     | 0      | 0      | 0      | 0      |
| 2012    | Stabæk IF        | Toppserien      | 1          | 0          | 0     | 0     | 0      | 0      | 1      | 0      |
| 2013    | Stabæk IF        | Toppserien      | 3          | 0          | 0     | 0     | 0      | 0      | 3      | 0      |
| 2014    | Vålerenga IF     | Toppserien      | 17         | 0          | 0     | 0     | 0      | 0      | 17     | 0      |
| 2015    | Vålerenga IF     | Toppserien      | 17         | 0          | 0     | 0     | 0      | 0      | 17     | 0      |
| 2016    | Stabæk IF        | Toppserien      | 2          | 0          | 0     | 0     | 0      | 0      | 2      | 0      |
| 2017    | Fortuna Hjørring | Elitedivisionen | 0          | 0          | 0     | 0     | 0      | 0      | 0      | 0      |
| 2017    | Arna-Bjørnar     | Toppserien      | 1          | 0          | 0     | 0     | 0      | 0      | 1      | 0      |
| 2018    | Vålerenga IF     | Toppserien      | 12         | 0          | 0     | 0     | 0      | 0      | 12     | 0      |
| 2019    | Vålerenga IF     | Toppserien      | 8          | 0          | 0     | 0     | 0      | 0      | 8      | 0      |
| 2020    | Piteå IF         | Damallsvenskan  | 18         | 0          | 1     | 0     | 0      | 0      | 19     | 0      |
| 2021    | Piteå IF         | Damallsvenskan  | 10         | 1          | 1     | 0     | 0      | 0      | 11     | 1      |
| 2022    | Vålerenga IF     | Toppserien      | 15         | 0          | 0     | 0     | 0      | 0      | 15     | 0      |
| 2023    | Vålerenga IF     | Toppserien      | 10         | 0          | 0     | 0     | 2      | 0      | 12     | 0      |
| 2023/24 | SV Werder Bremen | Bundesliga      | 0          | 0          | 0     | 0     | 0      | 0      | 0      | 0      |
| Totaal  | Totaal           | Totaal          | 118        | 1          | 2     | 0     | 2      | 0      | 122    | 1      |

Bijgewerkt t/m 26 mei 2024.

## Interlandcarrière
Guro Pettersen kwam tussen 2017 en 2014 uit voor meerdere Noorse jeugdelftallen in actie. Zo kwam ze voor Noorwegen onder 17 uit in de kwalificaties voor het EK 2008 en met Noorwegen onder 19 op het EK 2010.
In 2010, 2015, 2020 en 2021 werd Pettersen meerdere keren opgeroepen voor Noorwegen.  Ze zat negen keer op de bank. Op 7 april 2022 maakte Pettersen op 30-jarige leeftijd haar debuut voor Noorwegen. Ze werd opgenomen in de selectie van Noorwegen voor het EK 2022 in Engeland.  Noorwegen begon het toernooi goed door Noord-Ierland met 4-1 te verslaan, maar in het tweede duel tegen het gastland Engeland kreeg Noorwegen een 8-0 nederlaag te verduren, wat een dieptepunt in de internationale geschiedenis van Noorwegen was. Het derde groepsduel werd opnieuw verloren van Oostenrijk waardoor Noorwegen was uitgeschakeld op het EK 2022. Pettersen stond alle drie de wedstrijden onder de lat en kreeg dus 10 doelpunten om de oren.
In 2023 werd Pettersen opgenomen in de selectie van Noorwegen voor het WK 2023 in Australië en Nieuw-Zeeland. Op dit eindtoernooi wist Noorwegen de achtste finales te halen waarin Japan te sterk was. Pettersen moest het dit toernooi doen met een plek op de bank achter eerste keepster Aurora Mikalsen.
1 Peng ·
3 Janzen ·
5 Ulbrich ·
6 Wichmann ·
8 Weiß ·
9 Weidauer ·
10 Mahmoud ·
11 Sternad ·
13 Walkling ·
14 Brandenburg ·
15 Sehan ·
16 Bernhardt ·
17 Dahl ·
18 Hausicke ·
19 Matheis ·
20 Meyer ·
21 Hahn ·
22 Dieckmann ·
23 Németh ·
27 Lührßen ·
28 Wirtz ·
29 Kunkel ·
31 Etzold ·
32 Pettersen ·
33 Pérez Jaramillo ·
37 Dahms ·
39 Behrens ·
Coach: Horsch